# Nordbotn
Nordbotn est une localité du comté de Troms, en Norvège.

## Géographie
Administrativement, Nordbotn fait partie de la kommune de Tromsø.